# Список головних тренерів ФК «Челсі»

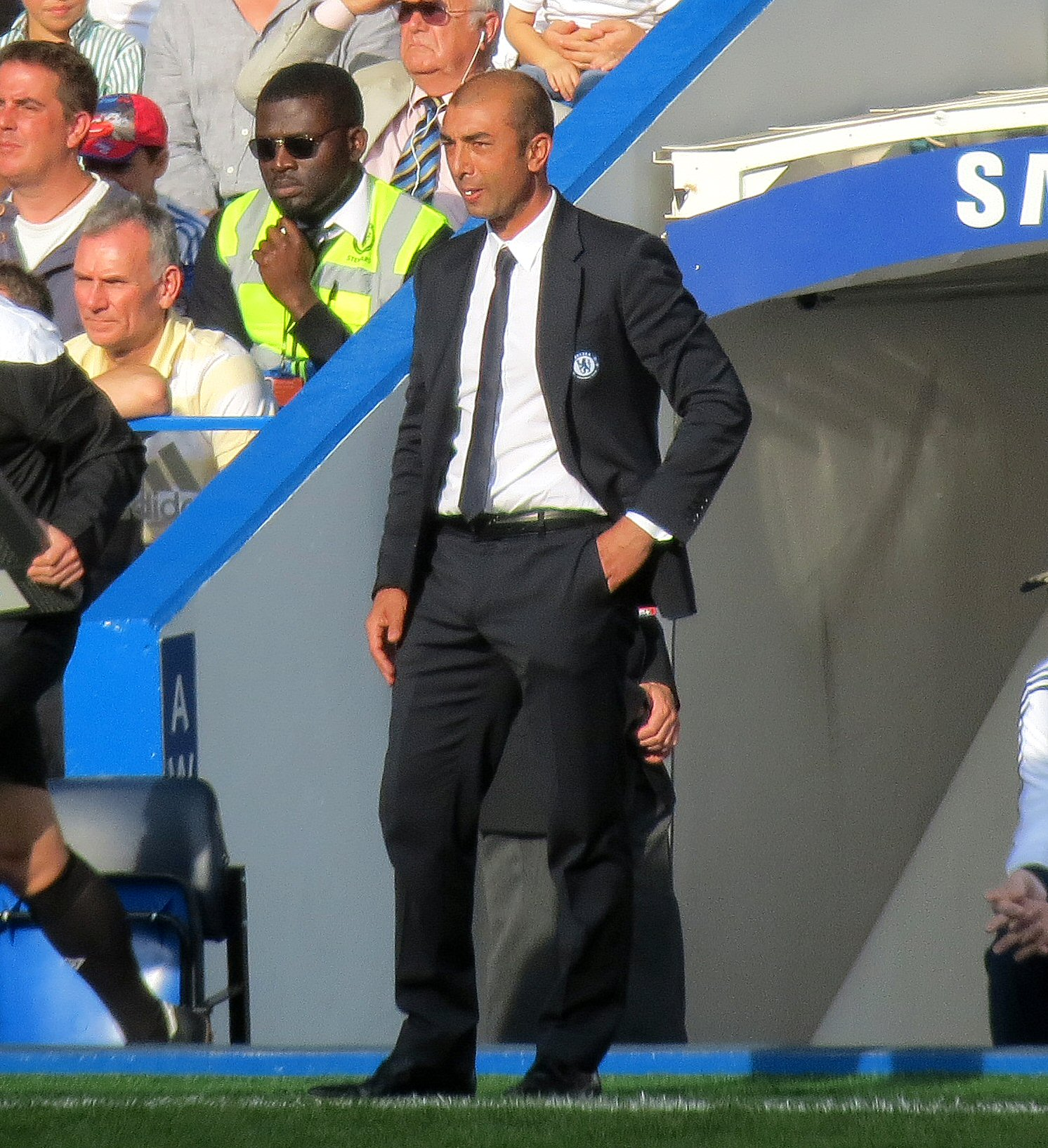
Роберто Ді Маттео — перший менеджер, який виграв Лігу чемпіонів УЄФА для «Челсі».

Першим менеджером футбольного клубу «Челсі» був Джон Тейт Робертсон, призначений граючим тренером у 1905 році. Поточний головний тренер — Енцо Мареска.
У «Челсі» було 32 постійних головних тренери (з яких четверо також виконували обов'язки граючого тренера), шість тимчасових менеджерів та шість виконувачів обов'язків. Рон Стюарт працював як виконувачем обов'язків, так і тимчасовим менеджером. Жозе Моурінью працював два різні періоди як постійний менеджер, тоді як Гус Гіддінк був тимчасовим менеджером двічі. Роберто Ді Маттео спочатку був тимчасовим менеджером, але пізніше був призначений постійним, тоді як Френк Лемпард спочатку був постійним менеджером, а пізніше — тимчасовим.
Першим менеджером «Челсі» був шотландський півзахисник Джон Тейт Робертсон, який продовжував грати за клуб, доки не подав у відставку через рік. Девід Колдерхед є менеджером «Челсі» з найдовшим терміном перебування на посаді, який він обіймав з 1907 по 1933 рік, провівши 966 матчів. Найкоротший термін на посаді постійного менеджера «Челсі» мав Грем Поттер, який керував командою протягом 31 гри. Статистично найменш успішним менеджером «Челсі» є Френк Лемпард під час свого другого періоду.
Першим менеджером, під керівництвом якого «Челсі» виграв великий трофей, був Тед Дрейк, який привів клуб до чемпіонського титулу в сезоні 1954–55, тоді як Дейв Секстон привів клуб до першого європейського успіху, перемоги в Кубку володарів кубків УЄФА у 1971 році, а Джанлука Віаллі привів «Челсі» до перемоги в Суперкубку УЄФА 1998 року. Моурінью виграв найбільше внутрішніх титулів та загалом титулів з клубом (насправді, всі титули, виграні з Моурінью, були внутрішніми — загалом вісім), Віаллі — другий за кількістю титулів з п'ятьма, тоді як Карло Анчелотті привів «Челсі» до їхнього першого «дубля» з чемпіонату та Кубка Англії у 2010 році.
Ді Маттео привів «Челсі» до їхньої першої перемоги в Лізі чемпіонів УЄФА у 2012 році. Через рік Рафаель Бенітес привів клуб до перемоги в Лізі Європи УЄФА, ставши першим клубом, який одночасно володів двома великими європейськими титулами, і одним з п'яти клубів, а також першим британським клубом, який виграв усі три основні клубні змагання УЄФА. У лютому 2022 року Томас Тухель привів «Челсі» до їхньої першої перемоги в Клубному чемпіонаті світу ФІФА. Він також є тренером, який виграв найбільше міжнародних титулів з клубом; усі три його титули були міжнародними.

## Список менеджерів
Статистика станом на 14 липня 2025 року.
Пояснення
- Враховуються лише офіційні матчі.
- Ця таблиця всіх менеджерів включає статистику виступів та здобуті трофеї.
- М = проведено матчів; В = виграно матчів; Н = зіграно внічию; П = програно матчів; ЗГ = забито голів; ПГ = пропущено голів; РГ = різниця голів; %В = відсоток виграних матчів.

| Зображення | Ім'я                | Національність    | З                 | По                | Днів | М | В    | Н    | П    | ЗГ   | ПГ   | РГ   | %В   | Нагороди |            |
| ---------- | ------------------- | ----------------- | ----------------- | ----------------- | ---- | - | ---- | ---- | ---- | ---- | ---- | ---- | ---- | -------- | ---------- |
|            | Джон Тейт Робертсон | Шотландія         | 1 серпня 1905     | 27 листопада 1906 | 483  |   | 54   | 33   | 10   | 11   | 126  | 57   | +69  | 61,11    | –          |
|            | Вільям Льюїс        | Англія            | 27 листопада 1906 | 1 серпня 1907     | 247  |   | 27   | 17   | 5    | 5    | 54   | 25   | +29  | 62,96    | –          |
|            | Девід Колдерхед     | Шотландія         | 1 серпня 1907     | 8 травня 1933     | 9410 |   | 966  | 385  | 239  | 342  | 1378 | 1304 | +74  | 39,86    | –          |
|            | Леслі Найтон        | Англія            | 8 травня 1933     | 19 квітня 1939    | 2172 |   | 269  | 92   | 69   | 108  | 413  | 442  | −29  | 34,20    | –          |
|            | Біллі Біррелл       | Шотландія         | 19 квітня 1939    | 31 травня 1952    | 4790 |   | 293  | 97   | 77   | 119  | 416  | 465  | −49  | 33,11    | –          |
|            | Тед Дрейк           | Англія            | 1 червня 1952     | 30 вересня 1961   | 3408 |   | 426  | 156  | 103  | 167  | 774  | 780  | −6   | 36,62    | див. нижче |
|            | Томмі Дохерті       | Шотландія         | 1 жовтня 1961     | 6 жовтня 1967     | 2196 |   | 303  | 142  | 65   | 96   | 527  | 424  | +103 | 46,86    | див. нижче |
|            | Рон Стюарт          | Англія            | 6 жовтня 1967     | 23 жовтня 1967    | 17   |   | 2    | 0    | 1    | 1    | 1    | 8    | −7   | 00.00    | –          |
|            | Дейв Секстон        | Англія            | 23 жовтня 1967    | 3 жовтня 1974     | 2536 |   | 371  | 164  | 107  | 100  | 568  | 432  | +136 | 44,20    | див. нижче |
|            | Рон Стюарт (2)      | Англія            | 3 жовтня 1974     | 16 квітня 1975    | 195  |   | 34   | 8    | 12   | 14   | 38   | 62   | −24  | 23,53    | –          |
|            | Едді Маккріді       | Шотландія         | 16 квітня 1975    | 1 липня 1977      | 807  |   | 97   | 37   | 33   | 27   | 141  | 123  | +18  | 38,14    | –          |
|            | Кен Шелліто         | Англія            | 7 липня 1977      | 13 грудня 1978    | 524  |   | 66   | 15   | 19   | 32   | 77   | 115  | −38  | 22,73    | –          |
|            | Денні Бланчфлауер   | Північна Ірландія | 14 грудня 1978    | 11 вересня 1979   | 271  |   | 32   | 5    | 8    | 19   | 34   | 68   | −34  | 15,63    | –          |
|            | Джефф Герст         | Англія            | 13 вересня 1979   | 23 квітня 1981    | 588  |   | 81   | 35   | 19   | 27   | 108  | 89   | +19  | 43,21    | –          |
|            | Боббі Гулд          | Англія            | 23 квітня 1981    | 28 травня 1981    | 35   |   | 2    | 0    | 0    | 2    | 0    | 5    | −5   | 00.00    | –          |
|            | Джон Ніл            | Англія            | 28 травня 1981    | 11 червня 1985    | 1475 |   | 203  | 84   | 61   | 58   | 326  | 253  | +73  | 41,38    | див. нижче |
|            | Джон Голлінс        | Англія            | 11 червня 1985    | 6 березня 1988    | 998  |   | 145  | 56   | 38   | 51   | 199  | 217  | −18  | 38,62    | див. нижче |
|            | Боббі Кемпбелл      | Англія            | 6 березня 1988    | 12 травня 1991    | 1162 |   | 165  | 77   | 47   | 41   | 287  | 233  | +54  | 46,67    | див. нижче |
|            | Іан Портерфілд      | Шотландія         | 11 червня 1991    | 15 лютого 1993    | 615  |   | 90   | 31   | 28   | 31   | 106  | 118  | −12  | 34,44    | –          |
|            | Девід Вебб          | Англія            | 15 лютого 1993    | 11 травня 1993    | 85   |   | 13   | 5    | 4    | 4    | 19   | 18   | +1   | 38,46    | –          |
|            | Гленн Годдл         | Англія            | 4 червня 1993     | 10 травня 1996    | 1071 |   | 157  | 53   | 54   | 50   | 192  | 183  | +9   | 33,76    | –          |
|            | Руд Гулліт          | Нідерланди        | 10 травня 1996    | 12 лютого 1998    | 643  |   | 83   | 41   | 18   | 24   | 158  | 109  | +49  | 49,40    | див. нижче |
|            | Джанлука Віаллі     | Італія            | 12 лютого 1998    | 12 вересня 2000   | 942  |   | 143  | 76   | 38   | 29   | 224  | 123  | +101 | 53,15    | див. нижче |
|            | Грем Рікс           | Англія            | 13 вересня 2000   | 17 вересня 2000   | 4    |   | 2    | 1    | 0    | 1    | 1    | 2    | −1   | 50,00    | –          |
|            | Клаудіо Раньєрі     | Італія            | 17 вересня 2000   | 31 травня 2004    | 1352 |   | 199  | 107  | 46   | 46   | 358  | 197  | +161 | 53,77    | –          |
|            | Жозе Моурінью       | Португалія        | 2 червня 2004     | 19 вересня 2007   | 1204 |   | 185  | 124  | 40   | 21   | 330  | 119  | +211 | 67,03    | див. нижче |
|            | Аврам Грант         | Ізраїль           | 20 вересня 2007   | 24 травня 2008    | 247  |   | 54   | 36   | 13   | 5    | 97   | 36   | +61  | 66,67    | –          |
|            | Луїс Феліпе Сколарі | Бразилія          | 1 липня 2008      | 9 лютого 2009     | 223  |   | 36   | 20   | 11   | 5    | 66   | 24   | +42  | 55,56    | –          |
|            | Рей Вілкінс         | Англія            | 9 лютого 2009     | 11 лютого 2009    | 2    |   | 1    | 1    | 0    | 0    | 3    | 1    | +2   | 100,000  | –          |
|            | Гус Гіддінк         | Нідерланди        | 11 лютого 2009    | 30 травня 2009    | 108  |   | 22   | 16   | 5    | 1    | 41   | 19   | +22  | 72,73    | див. нижче |
|            | Карло Анчелотті     | Італія            | 1 липня 2009      | 22 травня 2011    | 690  |   | 109  | 67   | 20   | 22   | 241  | 94   | +147 | 61,47    | див. нижче |
|            | Андре Віллаш-Боаш   | Португалія        | 22 червня 2011    | 4 березня 2012    | 256  |   | 40   | 19   | 11   | 10   | 69   | 43   | +26  | 47,50    | –          |
|            | Роберто Ді Маттео   | Італія            | 4 березня 2012    | 21 листопада 2012 | 262  |   | 42   | 24   | 9    | 9    | 91   | 56   | +35  | 57,14    | див. нижче |
|            | Рафаель Бенітес     | Іспанія           | 21 листопада 2012 | 27 травня 2013    | 187  |   | 48   | 28   | 10   | 10   | 99   | 49   | +50  | 58,33    | див. нижче |
|            | Жозе Моурінью (2)   | Португалія        | 3 червня 2013     | 17 грудня 2015    | 927  |   | 136  | 80   | 29   | 27   | 245  | 121  | +124 | 58,82    | див. нижче |
|            | Стів Голланд        | Англія            | 18 грудня 2015    | 19 грудня 2015    | 1    |   | 1    | 1    | 0    | 0    | 3    | 1    | +2   | 100,000  | –          |
|            | Гус Гіддінк (2)     | Нідерланди        | 19 грудня 2015    | 30 червня 2016    | 194  |   | 27   | 10   | 11   | 6    | 52   | 34   | +18  | 37,04    | –          |
|            | Антоніо Конте       | Італія            | 1 липня 2016      | 12 липня 2018     | 741  |   | 106  | 69   | 17   | 20   | 212  | 102  | +110 | 65,09    | див. нижче |
|            | Мауріціо Саррі      | Італія            | 14 липня 2018     | 16 червня 2019    | 337  |   | 63   | 39   | 13   | 11   | 112  | 58   | +54  | 61,90    | див. нижче |
|            | Френк Лемпард       | Англія            | 4 липня 2019      | 25 січня 2021     | 571  |   | 84   | 44   | 17   | 23   | 163  | 106  | +57  | 52,38    | –          |
|            | Томас Тухель        | Німеччина         | 26 січня 2021     | 7 вересня 2022    | 589  |   | 100  | 60   | 24   | 16   | 168  | 77   | +91  | 60,00    | див. нижче |
|            | Грем Поттер         | Англія            | 8 вересня 2022    | 2 квітня 2023     | 206  |   | 31   | 12   | 8    | 11   | 33   | 31   | +2   | 38,71    | –          |
|            | Бруно               | Іспанія           | 2 квітня 2023     | 6 квітня 2023     | 4    |   | 1    | 0    | 1    | 0    | 0    | 0    | +0   | 00.00    | –          |
|            | Френк Лемпард (2)   | Англія            | 6 квітня 2023     | 30 червня 2023    | 85   |   | 11   | 1    | 2    | 8    | 9    | 21   | −12  | 09,09    | –          |
|            | Маурісіо Почеттіно  | Аргентина         | 1 липня 2023      | 21 травня 2024    | 325  |   | 51   | 26   | 11   | 14   | 103  | 74   | +29  | 50,98    | –          |
|            | Енцо Мареска        | Італія            | 1 липня 2024      | дотепер           |      |   | 64   | 41   | 9    | 14   | 137  | 64   | +73  | 64,06    | див. нижче |
| Разом      | Разом               | Разом             | 1 серпня 1905     | дотепер           |      |   | 5435 | 2435 | 1362 | 1638 | 8799 | 6982 | —    | 44,80    | див. нижче |

## Менеджери з трофеями
| Ім'я              | Національність | Період роботи       | Нагороди |
| ----------------- | -------------- | ------------------- | --- |
| Тед Дрейк         | Англія         | 1952–1961           | Перший дивізіон Футбольної ліги 1955 року Суперкубок Англії 1955 року |
| Томмі Дохерті     | Шотландія      | 1961–1967           | Кубок Футбольної ліги 1965 року |
| Дейв Секстон      | Англія         | 1967–1974           | Кубок Англії 1970 року Кубок володарів кубків УЄФА 1971 року |
| Джон Ніл          | Англія         | 1981–1985           | Другий дивізіон Футбольної ліги 1984 року |
| Джон Голлінс      | Англія         | 1985–1988           | Кубок повноправних членів 1986 року |
| Боббі Кемпбелл    | Англія         | 1988–1991           | Другий дивізіон Футбольної ліги 1989 року Кубок повноправних членів 1990 року |
| Руд Гулліт        | Нідерланди     | 1996–1998           | Кубок Англії 1997 року |
| Джанлука Віаллі   | Італія         | 1998–2000           | Кубок Футбольної ліги 1998 року Кубок володарів кубків УЄФА 1998 року Суперкубок УЄФА 1998 року Кубок Англії 2000 року Суперкубок Англії 2000 року                                                                      |
| Жозе Моурінью     | Португалія     | 2004–2007 2013–2015 | Кубок Футбольної ліги 2005 року Прем'єр-ліга 2005 року Суперкубок Англії 2005 року Прем'єр-ліга 2006 року Кубок Футбольної ліги 2007 року Кубок Англії 2007 року Кубок Футбольної ліги 2015 року Прем'єр-ліга 2015 року |
| Гус Гіддінк       | Нідерланди     | 2009 2015–2016      | Кубок Англії 2009 року |
| Карло Анчелотті   | Італія         | 2009–2011           | Суперкубок Англії 2009 року Прем'єр-ліга 2010 року Кубок Англії 2010 року |
| Роберто Ді Маттео | Італія         | 2012                | Кубок Англії 2012 року Ліга чемпіонів УЄФА 2012 року |
| Рафаель Бенітес   | Іспанія        | 2012–2013           | Ліга Європи УЄФА 2013 року |
| Антоніо Конте     | Італія         | 2016–2018           | Прем'єр-ліга 2017 року Кубок Англії 2018 року |
| Мауріціо Саррі    | Італія         | 2018–2019           | Ліга Європи УЄФА 2019 року |
| Томас Тухель      | Німеччина      | 2021–2022           | Ліга чемпіонів УЄФА 2021 року Суперкубок УЄФА 2021 року Клубний чемпіонат світу ФІФА 2021 року |
| Енцо Мареска      | Італія         | 2024–               | Ліга конференцій УЄФА 2025 року Клубний чемпіонат світу ФІФА 2025 року |

## Нотатки
1. 1 2 3 4  Граючий тренер
2. 1 2 3 4 5 6 7  Тимчасовий менеджер
3. 1 2 3 4 5 6  В.о.
4. ↑  Один матч Кубка Ліги, що завершився внічию, виграно по пенальті
5. ↑  Один матч Кубка Повноправних членів, що завершився внічию, виграно по пенальті
6. ↑  Один матч Кубка Повноправних членів, що завершився внічию, програно по пенальті
7. ↑  Один матч Кубка Повноправних членів, що завершився внічию, виграно по пенальті
8. ↑  Один матч Кубка Англії, що завершився внічию, програно по пенальті; один матч Кубка Англії, що завершився внічию, виграно по пенальті
9. ↑  Один матч Суперкубка Англії, що завершився внічию, програно по пенальті; два матчі Кубка Ліги, що завершилися внічию, виграно по пенальті
10. ↑  Один матч Кубка Ліги, що завершився внічию, програно по пенальті; один матч Ліги чемпіонів, що завершився внічию, програно по пенальті; один матч Суперкубка Англії, що завершився внічию, програно по пенальті
11. ↑  Один фінал Ліги чемпіонів УЄФА, що завершився внічию, програно по пенальті
12. ↑  Один матч Кубка Ліги, що завершився внічию, програно по пенальті
13. ↑  Один матч Суперкубка Англії, що завершився внічию, виграно по пенальті; один матч Кубка Ліги, що завершився внічию, програно по пенальті; один матч Кубка Англії, що завершився внічию, програно по пенальті
14. ↑  Один матч Кубка Ліги, що завершився внічию, виграно по пенальті
15. ↑  Один фінал Ліги чемпіонів УЄФА, що завершився внічию, виграно по пенальті
16. ↑  Один матч Суперкубка УЄФА, що завершився внічию, програно по пенальті; один матч Кубка Ліги, що завершився внічию, програно по пенальті
17. ↑  Один матч Суперкубка Англії, що завершився внічию, програно по пенальті; один матч Кубка Англії, що завершився внічию, виграно по пенальті
18. ↑  Один матч Кубка EFL, що завершився внічию, виграно по пенальті; один фінал Кубка EFL, що завершився внічию, програно по пенальті; один матч Ліги Європи УЄФА, що завершився внічию, виграно по пенальті
19. ↑  Один матч Суперкубка УЄФА, що завершився внічию, програно по пенальті; один матч Кубка EFL, що завершився внічию, програно по пенальті
20. ↑  Один матч Суперкубка УЄФА, що завершився внічию, виграно по пенальті; два матчі Кубка EFL, що завершилися внічию, виграно по пенальті; один фінал Кубка EFL, що завершився внічию, програно по пенальті; один фінал Кубка Англії, що завершився внічию, програно по пенальті.